# Waldemar Gonçalves
Waldemar Gonçalves, detto Coroa (Rio de Janeiro, 15 gennaio 1906 – maggio 1963), è stato un cestista brasiliano.

## Carriera
Ha disputato con il Brasile le Olimpiadi di Berlino 1936, giocando tre partite.